# Marie-Ange Casta
Marie-Ange Casta (Noisy-le-Grand, 5 luglio 1990) è un'attrice e modella francese.

## Biografia
Marie-Ange Casta è nata il 5 luglio 1990 a Noisy-le-Grand, nella regione dell'Île-de-France. Suo padre Dominique è corso. Sua madre Line Blin è della Normandia. Ha un fratello maggiore di nome Jean-Baptiste e una sorella, Laetitia Casta.
Nel 2009 è stata modella per la linea di abbigliamento Mango, poi nel 2010 del gioielliere Maty. Nel 2011 è stata ambasciatrice dello sport per Reebok. Nel 2012, è stata la faccia di Vichy.
Nel 2015, con sua figlia Catalina fotografata da Stefano Galuzzi, ha realizzato la copertina di MilK.
Nel 2016 è stata il volto della campagna primavera-estate di Hogan, ed ElevenParis.
Sempre nel 2016 posa per la copertina della nota rivista francese LUI.

## Cinema
Nel 2010 ha recitato nel film di Nassim Si Ahmed Mineurs 27. Nel 2011, ha interpretato Justine Leblanc nel film Des vents contraires.
Nel 2017 ha interpretato Clara in Open the night di Edouard Baer. Nel 2018, ha girato The you believe di Safy Nebbou.
Nel 2019 recita insieme a Riccardo Scamarcio ne Lo spietato.